# ويليام سيمبا
ويليام سيمبا هو لاعب كرة قدم بلجيكي، ولد في 26 مارس 2001.